# Ljusribbat gulvingsfly
Ljusribbat gulvingsfly, Cirrhia ocellaris, är en fjärilsart som beskrevs av Moritz Balthasar Borkhausen 1792. Enligt Artfakta ingår Ljusribbat gulvingsfly i släktet Cirrhia men enligt Catalogue of Life är Cirrhia istället ett undersläkte i släktet Xanthia. Enligt båda källorna ingår arten i familjen nattflyn, Noctuidae. Arten är reproducerande i Sverige Den svenska populationen är bedömd som Livskraftig, LC, medan den i Finland ses som en sällsynt migrant och är klassad som tillfällig. Inga underarter finns listade i Catalogue of Life.

## Bildgalleri

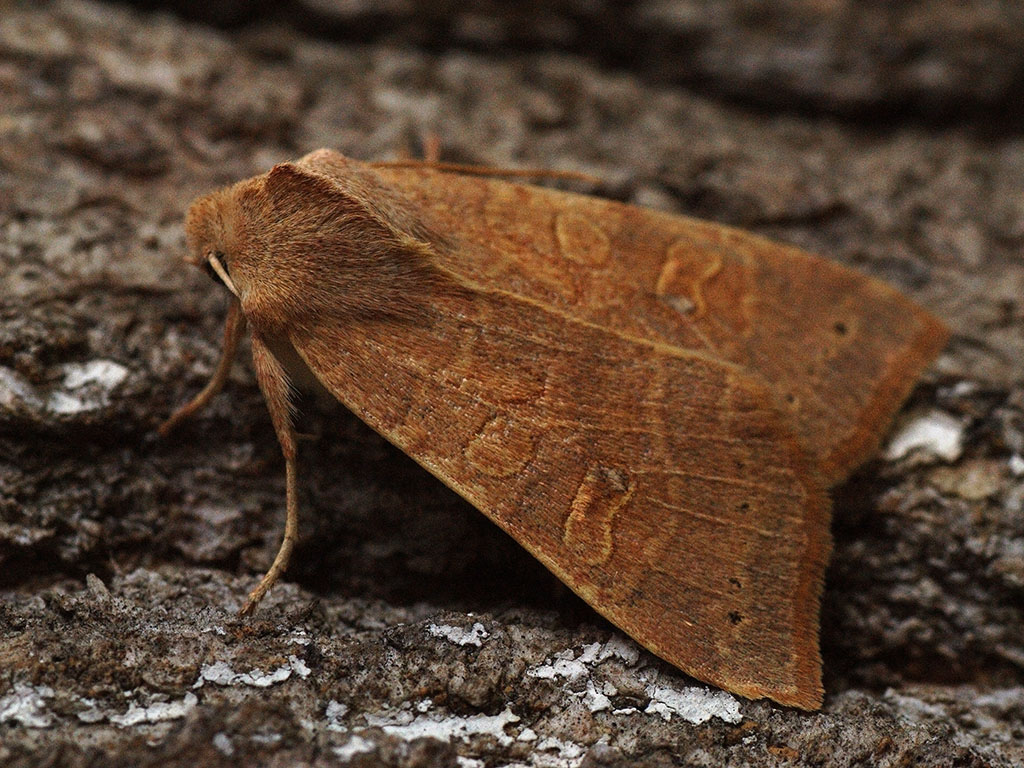
Imago fjäril
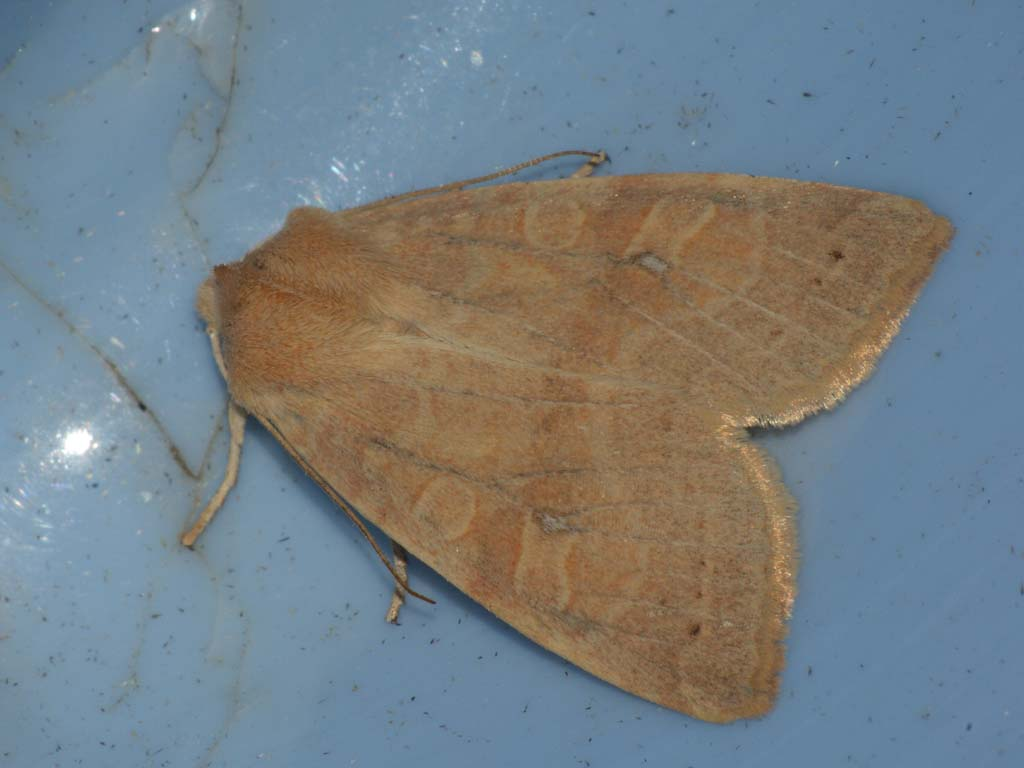
Imago fjäril